# Iwan Iwanowitsch Islenjew
Iwan Iwanowitsch Islenjew (russisch Иван Иванович Исленьев; * 18. Märzjul. / 29. März 1738greg.; † 22. Februarjul. / 4. März 1784greg.) war ein russischer Entdeckungsreisender, Geodät und Astronom.

## Leben
Islenjews Vater Iwan Stepanowitsch Islenjew und Großvater Stepan Iwanowitsch Islenjew waren Woiwoden. Islenjew studierte an der Akademie-Universität der St. Petersburger Akademie der Wissenschaften mit Abschluss in Geodäsie und Marinewesen. Darauf bearbeitete er im Geographie-Departement der Kaiserlichen Akademie der Wissenschaften Probleme der Geodäsie und Astronomie.
1767 beschloss die Akademie der Wissenschaften, acht astronomische Expeditionen zur Beobachtung des 1769 stattfindenden Venustransits vor der Sonne durchzuführen. 1768 wurde Islenjew dazu nach Jakutsk geschickt. Danach führte er von 1769 bis 1772 zusammen mit dem Adjunkten des Geographischen Instituts F. Tschorn geographische und naturgeschichtliche Untersuchungen mit astronomischen Messungen in Sibirien durch. Insbesondere bestimmten sie die geographischen Koordinaten von Barnaul, Smeinogorsk, Kolywan, Ust-Kamenogorsk und Semipalatinsk, die sie an Stepan Jakowlewitsch Rumowski zur Vorstellung in der Akademie schickten. Auch erforschten sie den Irtysch. 1771 wurde Islenjew Adjunkt der St. Petersburger Akademie der Wissenschaften im Geographie-Departement.
1772 reiste Islenjew nachv Ismajil und bestimmte dann die geographischen Koordinaten von Bukarest, Brăila, Focșani und Iași. Die weitere Reise führte ihn nach Krementschuk, Bessarabien, in die Walachei und die Republik Moldau. Auf der Basis seiner gesammelten Daten erstellte er nach der Methodik Michail Lomonossows Karten für einen neuen Atlas.